# Athamas nitidus
Athamas nitidus là một loài nhện trong họ Salticidae.
Loài này thuộc chi Athamas. Athamas nitidus được Jendrzejewska miêu tả năm 1995.